# Commune fusionnée de Westhofen
La Commune fusionnée de Westhofen est une municipalité allemande située dans le land de Rhénanie-Palatinat et l'Arrondissement d'Alzey-Worms.

## Source
- (de) Cet article est partiellement ou en totalité issu de l’article de Wikipédia en allemand intitulé « Verbandsgemeinde Westhofen » (voir la liste des auteurs).